# Emőke Szilassy
Emőke Szilassy (* 3. März 1961 in Szolnok, verheiratete Businé) ist eine ungarische Badmintonspielerin. 

## Karriere
Emőke Szilassy wurde zwei Mal ungarische Mannschaftsmeisterin. Beide Titel gewann sie mit dem Team von Honvéd Kilián FSE, mit welchem sie bei den nationalen Titelkämpfen 1980 und 1982 erfolgreich war.

## Sportliche Erfolge
| Saison | Veranstaltung            | Disziplin  | Platz | Name |
| ------ | ------------------------ | ---------- | ----- | --- |
| 1980   | Ungarische Meisterschaft | Mannschaft | 1     | Honvéd Kilián FSE (István Englert, József Papp, Károly Kazinczy, Erzsébet Németh, Éva Pozsik, Emőke Szilassy, Éva Molnár)          |
| 1982   | Ungarische Meisterschaft | Mannschaft | 1     | Honvéd Kilián FSE (István Englert, József Papp, József Bozsó, László Ocskó, Erzsébet Németh, Zsuzsa Kovács, Emőke Businé Szilassy) |

## Referenzen
- Ki kicsoda a magyar sportéletben? Band 3 (S–Z). Szekszárd, Babits Kiadó, 1995. ISBN 963-495-014-0

| Personendaten    | Personendaten                 |
| ---------------- | ----------------------------- |
| NAME             | Szilassy, Emőke               |
| ALTERNATIVNAMEN  | Businé, Emőke                 |
| KURZBESCHREIBUNG | ungarische Badmintonspielerin |
| GEBURTSDATUM     | 3. März 1961                  |
| GEBURTSORT       | Szolnok                       |